# Xylocarpus moluccensis
Xylocarpus moluccensis är en tvåhjärtbladig växtart som först beskrevs av Jean-Baptiste de Lamarck, och fick sitt nu gällande namn av M. Roemer. Xylocarpus moluccensis ingår i släktet Xylocarpus och familjen Meliaceae. IUCN kategoriserar arten globalt som livskraftig. Inga underarter finns listade i Catalogue of Life.